# Boa Esperança do Norte
Boa Esperança do Norte è un comune del Brasile nello Stato del Mato Grosso, parte della mesoregione del Norte Mato-Grossense e della microregione dell'Alto Teles Pires. La data ufficiale di fondazione della città è il 1º gennaio 2025.